# Silberklaffschnabel
Der Silberklaffschnabel (Anastomus oscitans) ist eine Art aus der Familie der Störche (Ciconiidae). Er lebt als Brutvogel im tropischen Südasien von Indien und Sri Lanka bis nach Südostasien.

## Merkmale
Der Silberklaffschnabel ist ein großer, breitflügeliger Vogel, der mit 68 Zentimetern Größe für einen Storch relativ klein ist. Er hat eine Flügelspannweite von etwa 150 cm und ein Gewicht von etwa 1,3 kg. Den Namen verdankt er zum einen seinem hellen, weißen bis silberfarbenen Gefieder, zum anderen dem Schnabel, dessen Spitze auseinanderklafft, weil sich die beiden Hälften nicht aufeinanderlegen. Ausgewachsene Tiere sind immer vollständig weiß und nur die Federn der Schwingen sind schwarz, während die Beine rot sind und der Schnabel gelbgrau ist. Jungtiere haben ein Jugendkleid mit braunen Federn.

## Lebensweise

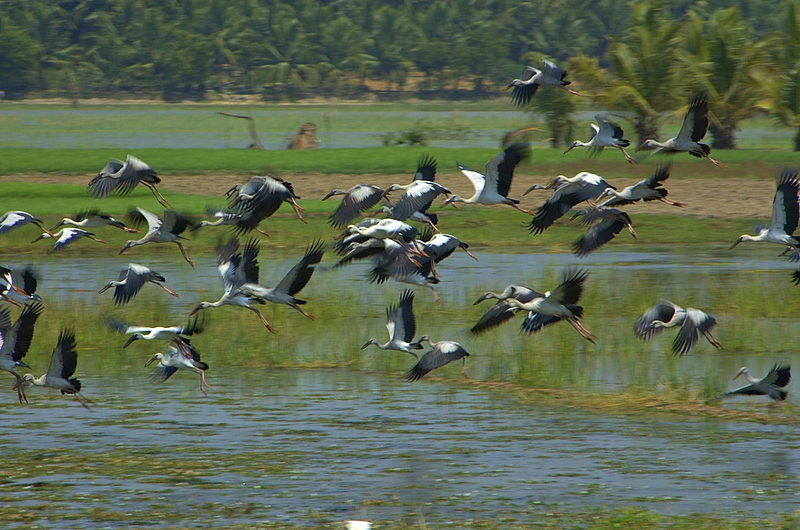
Silberklaffschnäbel im Flug

Er bedient sich beim Flug vor allem des Auftriebs aufsteigender heißer Luft. Wie alle Störche läuft er auf dem Boden mit vorgestrecktem Kopf. Er ernährt sich wie die meisten seiner Verwandten vornehmlich von Schnecken, Fröschen, großen Insekten und anderen Kleintieren, die er im flachen Wasser watend fängt.

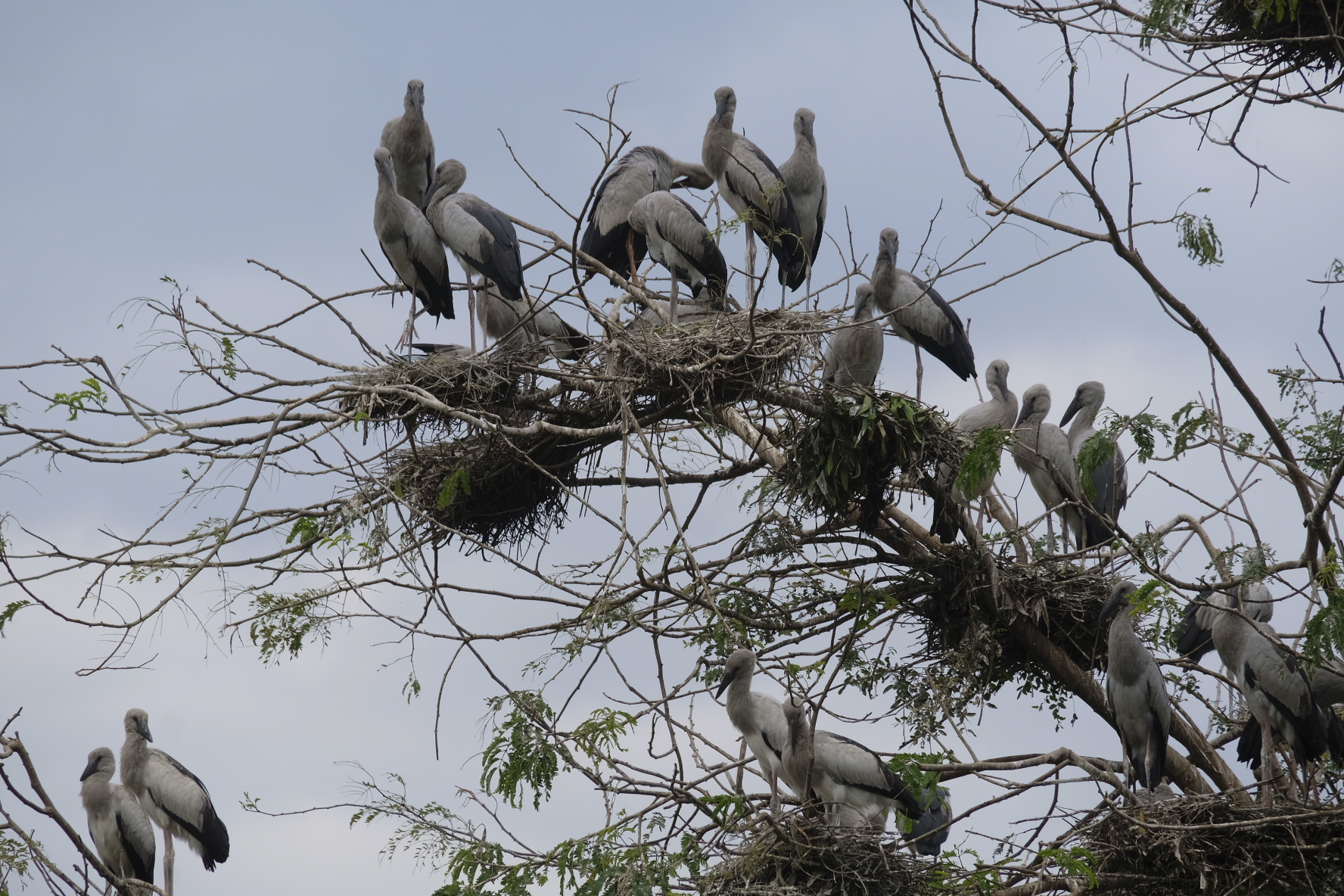
Kolonie von Silberklaffschnäbeln in Khok Mo, Buriram, Thailand

Ihr Nest legen die Vögel in der Nähe von Feuchtgebieten in Bäumen an. Das Gelege besteht aus zwei bis sechs Eiern.